# Pachomius hadzji
Pachomius hadzji är en spindelart som först beskrevs av Lodovico di Caporiacco 1955.  Pachomius hadzji ingår i släktet Pachomius och familjen hoppspindlar. Inga underarter finns listade i Catalogue of Life.